# Salvation (canción)
«Salvation» —en españolː «Salvación»— es una canción del grupo de rock irlandés The Cranberries, publicado el 6 de abril de 1996 por la compañía discográfica Island Records como el primer sencillo de To the Faithful Departed, el tercer álbum de estudio de la banda. 
La canción mostró la cara del nuevo álbum, con un sonido más oscuro, pesado y crudo de lo que la banda había demostrado anteriormente.

## Temática y grabación
En la canción se habla del abuso de drogas, y cómo uno debe abstenerse de caer en ello. Tanto los críticos como los medios la calificaron como un sermón, pero Dolores O'Riordan (vocalista de la banda), afirmó que no iba a decirle a la gente qué hacer, y que la letra de la canción era más bien una reflexión personal y que se refería a sí misma.
El tema fue grabado en Windmill Lane Studios (Dublín) en 1995, durante las sesiones de grabación del álbum al que pertenece. La música fue compuesta por O'Riordan y Noel Hogan, mientras que la letra fue escrita por Dolores. Fue producida por Bruce Fairbairn y diseñada por Mike Plotnikoff. 
La sección de vientos fue realizada por Richie Buckley (en saxo tenor), Michael Buckley (en saxo barítono) y Bruce Fairbairn (en trompeta).

## Recepción
La canción alcanzó gran éxito en los Estados Unidos, donde fue n.º 1 en la lista Modern Rock del Billboard durante cuatro semanas. Llegó al n.º 8 en las listas de Irlanda, siendo el tercer mayor éxito en su país.
El tema logró alcanzar el puesto n.º 13 de la lista de sencillos del Reino Unido, llegando a ser la segunda canción más exitosa de la banda después de Zombie hasta ese momento. 

## Vídeo musical
El vídeo musical fue grabado en marzo de 1996 en Francia y estuvo dirigido por Olivier Dahan, para la empresa Bandits Productions siendo uno de los clips más aclamados por los seguidores de la banda. Está marcado por un humor bizarro y contiene referencias notorias sobre el consumo y abuso de las drogas.

### Símbolos
En el video se muestra un payaso con agujas en lugar de pelo, una niña cuyos padres están tan confundidos que celebran con el payaso, todo en una casa destruida en la cima de una colina, que es una metáfora de los hogares destrozados cuando los hijos abusan de las drogas.
La parte de la primera estrofa donde dice: a toda esa gente que "hace líneas", se refiere a los drogadictos que hacen líneas de cocaína antes de inspirarlas. Las agujas en la cabeza del payaso son representativas de las jeringuillas para inyección de la heroína. EL color del atuendo del payaso y de los faros del automóvil, es el de la heroína líquida cuando se derrite en las cucharas antes de las inyecciones.
Al inicio del video y cerca de una cubeta, puede verse un hongo, la Amanita muscaria, cuyo componente muscimol es un poderoso alucinógeno. En la revista "Leyendas del Rock", edición 1996, se menciona que la ballena en el cuadro está relacionada con el simbolismo derivado de Moby Dick, la novela de Herman Melville, que cuenta sobre la búsqueda del capitán Ahab por demostrar que puede vencer la ballena. Ahab está determinado a matar a Moby Dick a pesar de las frecuentes advertencias que recibe de su tripulación y de otros navegantes que se han enfrentado a la criatura, sin embargo, él persiste y finalmente es asesinado por la ballena.
La manzana verde que es mordida por la chica en la cama, es el símbolo religioso causante de la caída de la inocencia y el beso al payaso es la aceptación. La chica en la tina representa el suicidio y la que está en el jardín, congelada, la soledad.
Las imágenes extrañas se supone que representan los efectos que tienen las drogas en las personas. El payaso saltando sobre el oso de peluche es un símbolo de la pérdida de la inocencia, y los padres atrapados muestran cómo las drogas son un problema que no sólo afectan al consumidor, sino también a sus parientes cercanos y a sus amigos.

## Lista de canciones
| Vinilo de 7" del Reino Unido (ISJB 633) 1. «Salvation» (Versión del álbum) (2:24) 2. «I'm Still Remembering» (Versión del álbum) (4:49) Sencillo en CD de edición limitada del Reino Unido (854 619-2 / CIDX 633) 1. «Salvation» (2:24) 2. «I'm Still Remembering» (Versión del álbum) (4:49) 3. «I Just Shot John Lennon» (Versión en vivo) (2:23) Sencillo en CD del Reino Unido y Europeo (CID 633 / 854 617-2) 1. «Salvation» (2:24) 2. «I'm Still Remembering» (Versión del álbum) (4:49) 3. «I Just Shot John Lennon» (Versión en vivo) (2:23) Sencillo en casete del Reino Unido (CIS 633 / 854 616-4) 1. «Salvation» (2:22) 2. «I'm Still Remembering» (Versión del álbum) (4:48) | Sencillo en CD en Australia (854 617-2) 1. «Salvation» (2:24) 2. «I'm Still Remembering» (Versión del álbum) (4:49) 3. «I Just Shot John Lennon» (Versión en vivo) (2:23) Sencillo en CD en funda de tarjeta europeo (854 616-2 / CIDT 633) 1. «Salvation» (2:24) 2. «I'm Still Remembering» (Versión del álbum) (4:49) Sencillo en CD promocional de Europa (CIDDJ 633) 1. «Salvation» (2:24) Sencillo en CD promocional en México (CDP 402) 1. «Salvation» (2:24) |

## Posicionamiento en las listas
| País           | Lista                              | Posición |
| -------------- | ---------------------------------- | -------- |
| Alemania       | Official German Charts             | 44       |
| Australia      | Australian ARIA Singles Chart      | 8        |
| Austria        | Ö3 Austria Top 40                  | 27       |
| Bélgica        | Ultratop 50 Flanders               | 32       |
| Bélgica        | Ultratop 50 Wallonia               | 18       |
| Canadá         | Canada Top Singles                 | 30       |
| Suecia         | Sverigetopplistans                 | 33       |
| Europa         | Eurochart Hot 100                  | 20       |
| Finlandia      | Suomen virallinen lista            | 15       |
| Francia        | SNEP                               | 13       |
| Irlanda        | Irish Singles Chart                | 8        |
| Italia         | FIMI                               | 5        |
| Países Bajos   | Dutch Top 40                       | 39       |
| Nueva Zelanda  | Recorded Music NZ                  | 7        |
| Escocia        | Scottish Singles and Albums Charts | 12       |
| Suiza          | Schweizer Hitparade                | 35       |
| Reino Unido    | UK Singles Chart                   | 13       |
| Estados Unidos | Billboard Hot 100 Airplay          | 21       |
| Estados Unidos | Billboard Modern Rock Tracks       | 1        |
| Estados Unidos | Billboard Mainstream Rock Tracks   | 25       |
| Estados Unidos | Billboard Mainstream Top 40        | 33       |